# Раймонд Леві
Раймонд Фернан Леві (англ. Raymond Fernand Loewy; 5 листопада 1893, Париж — 14 липня 1986, Монте-Карло) — художник, промисловий дизайнер, автор логотипів та промислових зразків. Раймонд Леві є піонером комерційного дизайну, одного з ефективних прийомів підвищення споживчого попиту на товар. Також Леві виявив та застосував на практиці інші методи підвищення споживчого попиту на товар, і ці методи досі застосовуються у рекламному бізнесі. Працюючи промисловим дизайнером Леві вперше обґрунтував та застосував на практиці такі поняття як «корпоративний стиль» та «естетична форма виробу».

## Молоді роки і початок кар'єри
Раймонд Фернан Леві народився в сім'ї журналіста Максиміліана Леві (нім. Maximillian «Max» Löwy, 1860—1919) родом з Братислави (Австро-Угорщина), що мешкав у Франції і Марі Лабальм (фр. Marie Labalme) (родом з Бессежа, південь Франції). Здобув у Франції у 1910 році вищу освіту закінчивши Паризький університет. У студентські роки займався авіамоделюванням, де вперше проявив себе як дизайнер. Він продовжив навчання на факультеті передової інженерії у Школі Дювіньо де Лано (фр. Ecole Duvignau de Lanneau) у Парижі, але перервав навчання через службу в армії під час Першої світової війни, і зрештою його закінчив у 1918 році. Р. Леві був учасником Першої світової війни, служив в інженерних військах і дослужився до звання капітана, а за службу був нагороджений медаллю «Військовий хрест». Після війни Леві опинився без роботи та без грошей і у вересні 1919 року емігрував до США. Там він знайшов роботу дизайнера вітрин для універмагів, зокрема, для Macy's, Wanamaker's та Saks і працював художником-ілюстратором в журналах мод Vogue і Harper's Bazaar.
У другій половині 1920-х років Леві уже був головним дизайнером в компанії General Electric, але на самому початку Великої депресії, у 1929 році, пішов у самостійний бізнес, заснувавши фірму «Raymond Loewy Design». Перше замовлення прийшло від виробника копіювального обладнання компанії Gestetner, яка побажала «упакувати» свої копіювально-множильні машини (мімеографи або ротатори) в сучасну для тих часів оболонку. Раймонд Леві ґрунтовно підійшов до зовнішнього вигляду устаткування. Він спроєктував новий корпус для машини, сховавши під нього весь механізм. Потім він розробив спеціальну тумбу, на якій містився апарат і на довершення все для фарбування обрав світлі тони (до цього все було похмурого чорного кольору). В результаті цих нехитрих, на перший погляд, переробок копіювальний апарат Гестетнера, за рівних технічних можливостей з апаратами інших фірм, не мав конкурентів на ринку протягом майже 20 років.
Зробивши висновки з комерційного успіху нового дизайну копіювального апарата, Леві став звертати увагу на те, чого інші просто не помічали при проєктуванні техніки та технічних виробів — це естетична форма виробу. За умови, що декілька фірм виробляють однакову продукцію з приблизно однаковими характеристиками, естетична форма виробу (або просто дизайн продукту) це те, що висуває вашу продукцію серед конкурентів. При незначному розвитку дизайну на початку 30-х років, комерційний дизайн, що практикувався Леві, діяв безвідмовно.

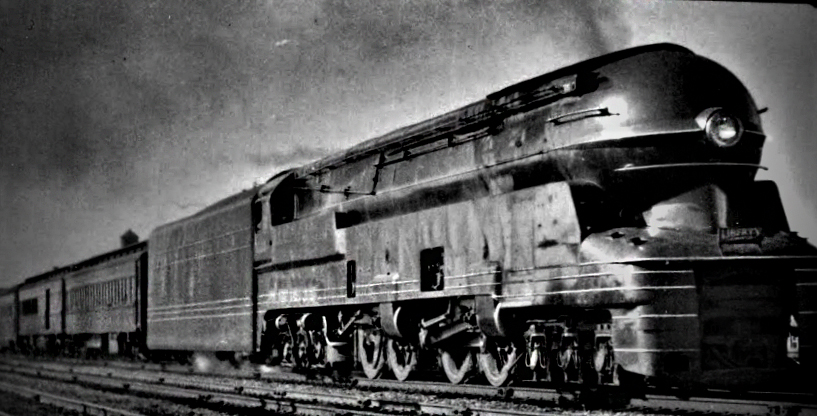
Дизайнерська розробка паровоза (1941)

Згодом Леві співпрацював з компанією Вестінгхаус, але широку популярність йому принесла інша робота — замовлення від компанії  Sears, Roebuck and Co. дизайну побутового холодильника марки «Coldspot». Для початку Леві зробив холодильник ширшим, від тих, що випускалися раніше, і нижчим. Проведене ним перепланування внутрішнього простору було також новинкою тих років. Морозильну камеру, яка розташовувалась зазвичай вгорі біля стінки, він розташував по центру. Також він передбачив три ящики для зберігання продуктів унизу холодильника, до цього продукти в холодильнику просто складалися навалом. На завершення весь корпус холодильника покривався білою емаллю, а уся фурнітура (петлі та ручки) була хромована. Новий дизайн холодильника був настільки вдалим, що він і досі вважається оптимальним і більшість сучасних холодильників мають таке ж планування та/або оздоблення, незважаючи на те, що він був розроблений ще у 1932 році. Холодильник, виконаний за новим дизайном, розійшовся по країні тиражем у понад 210 000 штук. Також у ньому, за ідеєю Леві, було вперше використано полиці з алюмінієвого сплаву.

Дійсно вдалий дизайн може збагатити клієнта і розорити дизайнера — наступне замовлення довелось чекати сорок років…

Raymond Loewy Industrial Design. — Faber, 1979

Так що висновок про значущість і роль дизайну в промисловості є очевидним. «Дизайн — це те, що заставляє ще дзенькати касовий апарат магазину», — так сам охарактеризував роль комерційного дизайну Раймонд Леві у своїй автобіографічній книзі «Ніколи не зупинятися на досягнутому» («Never leave well enough alone», 1951).

## Залізничний транспорт
У 1936 році Леві налагодив ділові стосунки з Пенсільванською залізницею (Pennsylvania Railroad, PRR), яка на той час оновляла парк локомотивів. Першим разовим замовленням став аеродинамічний обвіс у стилі ар-деко для стандартного паровоза PRR K4s (лютий 1936 року), що призначався для флагманського пасажирського потяга Broadway Limited (Нью-Йорк-Чикаго). У 1937-1938-х для компанії-замовника Раймондом Леві було розроблено корпоративний стиль. Детального опрацювання в дусі загальної концепції фірмового стилю зазнало все, починаючи від логотипу та графічних рекламних матеріалів до дизайну залізничних станцій та інтер'єру пасажирських вагонів, що використовувались на залізницях цією компанією. Дизайнер-конкурент Генрі Дрейфус, створював аналогічні проєкти для New York Central Railroad. У подальшому було оновлено дизайн унікального надважкого паровоза PRR S1 (1938—1939) і локомотив PRR T1 (1942), випущений серією з 50 машин після Другої світової війни — останні паровози PRR. Жодна з цих машин не збереглася.
Після війни Леві виконав дизайн тепловозів виробництва компанії Baldwin Locomotive Works з «акулячою мордою» (англ. Sharknose), маневрових тепловозів і електровозів, що вироблялись Fairbanks, Morse & Company, розробляв схеми фарбування та інтер'єри для пасажирських поїздів. У проєктуванні електровоза PRR GG1 Леві брав участь лише як консультант. Нарешті, у 1967 році пішов у серію вагон Нью-Йоркського метро R40 — перший у цій системі вагон з похилими торцями.

## Автомобілі
У 1932 році Леві зайнявся дизайном автомобілів для фірми Hupmobile. З 1939 року розпочалось його тривале співробітництво з компанією Studebaker; у тому ж році компанія змінила логотип на новий, розроблений Леві. Тоді ж, наприкінці 1930-х, Леві став головним дизайнером сільгосптехніки International Harvester, створивши лінійку проєктів, що протримались на конвеєрі майже чверть століття.

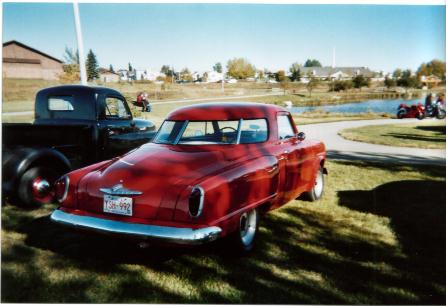
Studebaker Starlight, 1947, з панорамним заднім склом
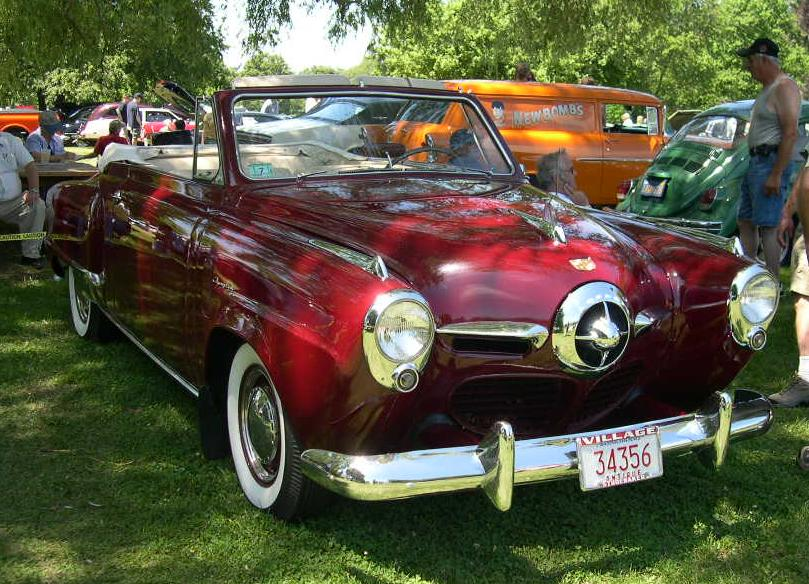
Studebaker Commander, 1950, з «кулею» на капоті
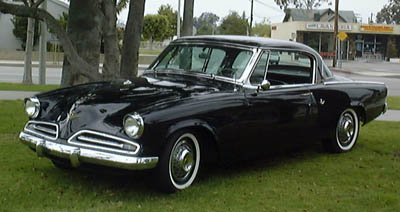
Studebaker Commander, 1953, відмова від решітки радіатора
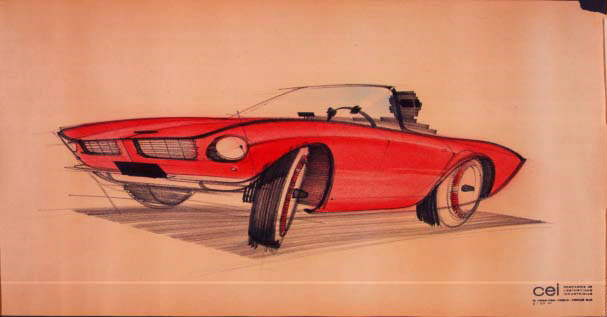
Ескіз Studebaker Avanti, 1963

Оскільки закони воєнного часу забороняли конструкторам автовиробників роботу над цивільними моделями, то проєктування автомобілів на якийсь час перейшло до рук незалежних дизайнерів, таких як Леві. В результаті, вже у 1946 році компанія Studebaker мала в активі новий, готовий до випуску дизайн-проект, який пішов у серію в 1947 році — на два роки раніше за перші повоєнні моделі «великої трійки». Дводверний Studebaker Starlight, виконаний Робертом Бурком з фірми Леві, мав панорамне заднє скло, що починалося безпосередньо від центральних стійок кузова. Авторству Леві належить хромований кулеподібний ніс, що замістив радіаторну решітку на Studebaker початку 1950-х, та ергономічне внутрішнє облаштування цих машин.
У 1961 році Леві розробив Studebaker Avanti — спортивний автомобіль, спроєктований за принципом «Вага — це зло». Серед багатьох непотрібних речей, відкинутих конструктором, виявилась решітка радіатора: «Решітки доречні в каналізації». Його підхід, у тому числі прагнення зробити машину економічною і по-європейськи стильною, не був популярним у повоєнному Детройті, тому Леві виявився незатребуваним в автопромі «великої трійки».

## Авіація і космос

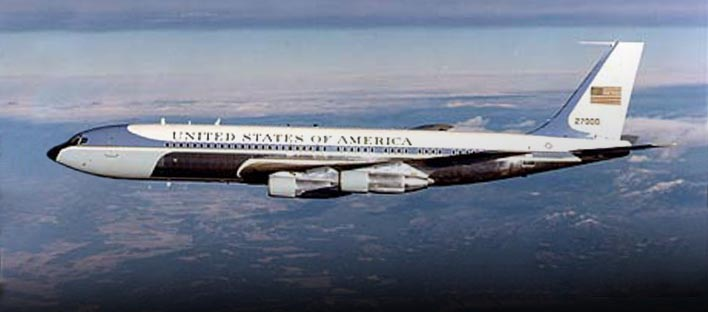
Air Force One (Boeing 707) у розфарбуванні, запропонованому Леві

Роботи Леві для авіації були обмежені проєктами інтер'єрів і схем розфарбування знакових для свого часу машин:
- 1962 — характерна ліврея літака президента США Air Force One з поєднанням білого, блакитного відтінків і хромованого дюралюмінію. Таке розфарбування до цих пір використовується на всіх урядових літаках США — Boeing 747, 757, 737 і Gulfstream.
- 1970-ті — інтер'єр Скайлаб.
- 1975 — інтер'єр Конкорда.

## Споживчий ринок
Ймовірно, найвідомішою працею Леві у цій сфері є редизайн у 1955 році пляшки Кока-кола, що використовується і донині.

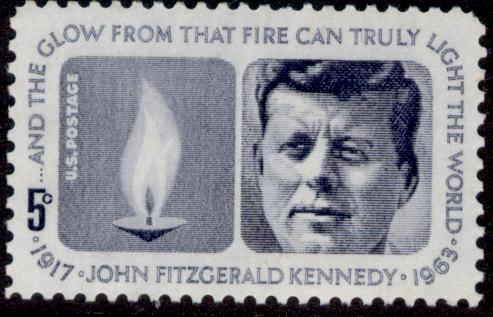
Поштоваа марка США 1964 року пам'яті президента Джона Кеннеді

Серед логотипів, розроблених Леві є логотипи компаній Lucky Strike (1940), Greyhound Lines (1951), International_Harvester (1952), Trans World Airlines (1959), Spar (1968), Shell (1971) Exxon (впроваджено 1972) тощо. У 1970-і роки його нью-йоркська студія виявилась буквально завалена замовленнями на розроблення дизайну магазинів роздрібних мереж настільки, що Леві відкрив «під себе» нове відділення у Фрібурі (Швейцарія), а нью-йоркське відділення стало спеціалізованою архітектурною фірмою.
В кінці 1950-х років Раймонд Леві розробляє новий дизайн упаковки для біологічно активної добавки до їжі DOUBLE XX на замовлення Nutrilite. Результатом роботи стала нова пластикова упаковка у вигляді метелика з розправленими крилами. Всередині коробочки було два відділення: одне для вітамінних капсул, а друге — для таблеток, що містять найважливіші мікроелементи. Зміна стилю паковання допомогла зробити компанії Nutrilite різкий ривок у конкурентній боротьбі на ринку біологічно активних добавок.
У 1964 році по рисунку Леві була випущена перша поштова марка США пам'яті Джона Кеннеді.

## Особисте життя
Перший шлюб Леві був з Джин Томсон, який закінчився розлученням. Джин Томсон продовжувала працювати у фірмі Loewy після розірвання шлюбу.
У 1980 році Леві вийшов на пенсію у віці 87 років і повернувся до рідної Франції. Він помер у своїй резиденції в Монте-Карло 14 липня 1986 року. Вихований в дуці католицизму, Леві був похований на цвинтарі католицької церкви у Рошфор-ан-Івлін, селі, розташованому у 40 км південно-західніше від Парижа, де він володів сільським будинком під назвою «Ла-Сенс» (фр. La Cense). У нього залишилися дружина Віола (уроджена Еріксон) та їхня дочка Лоренс.

### Галерея

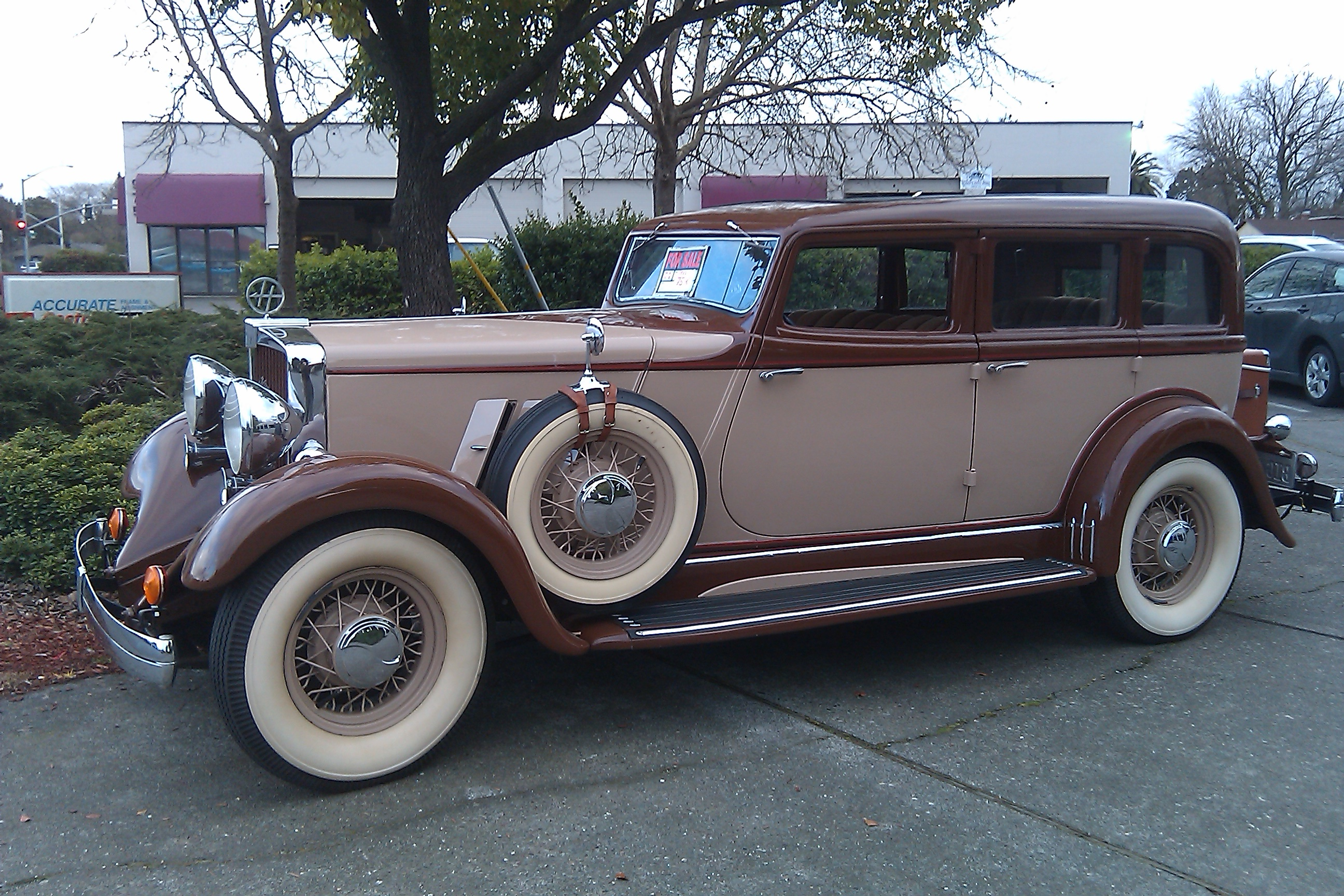
1932 Hupmobile Model 222-F "
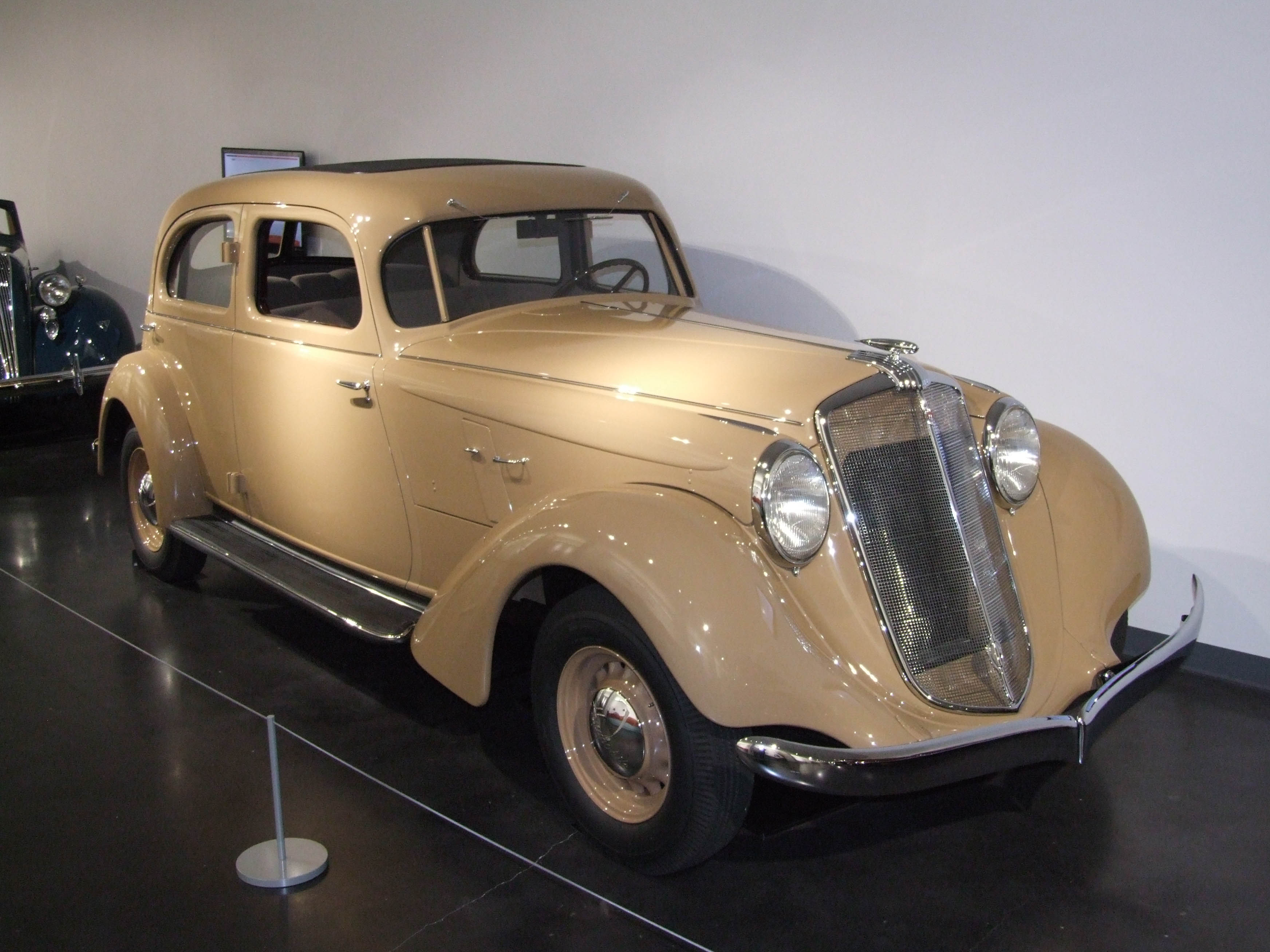
1935 Hupmobile Model 527-T sedan
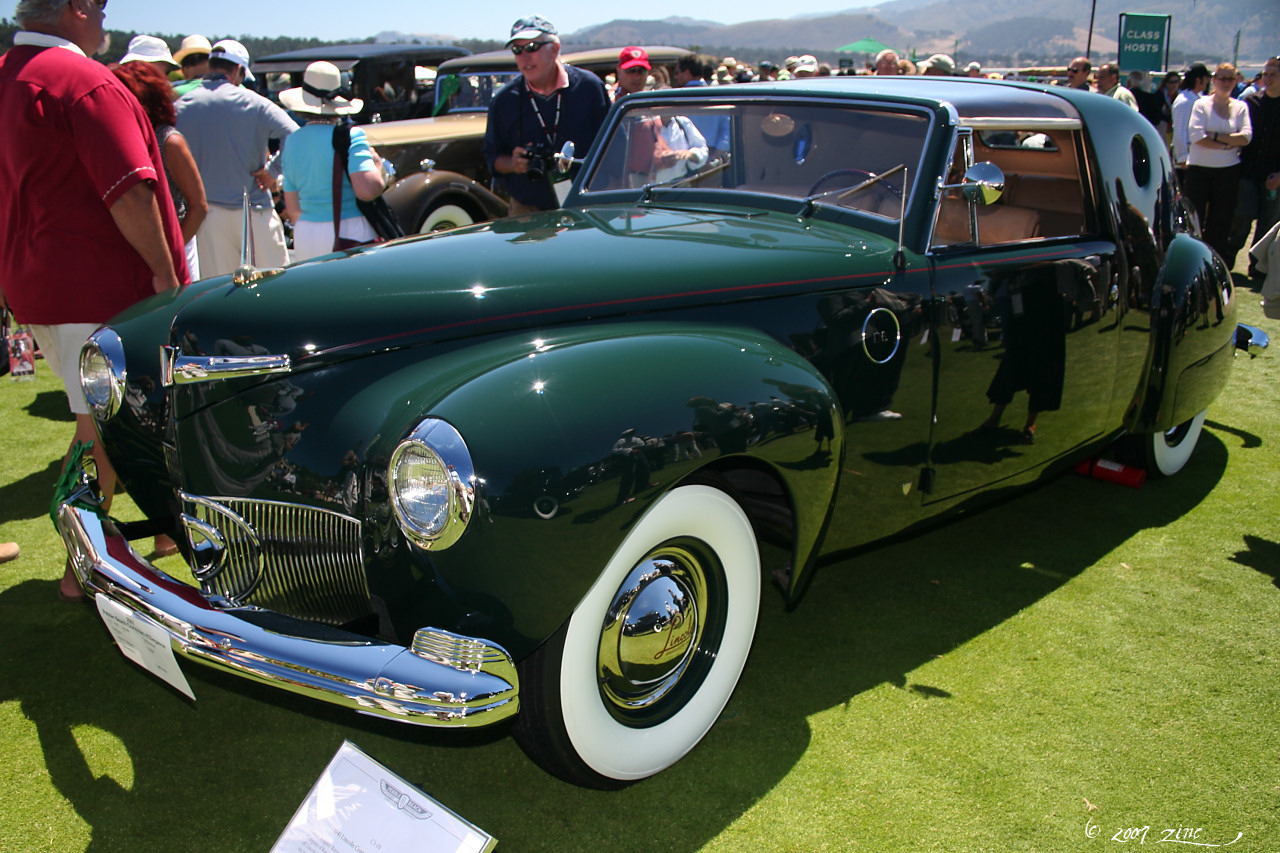
1941 Lincoln Continental Coupe, рестайлінг, виконаний Р. Леві
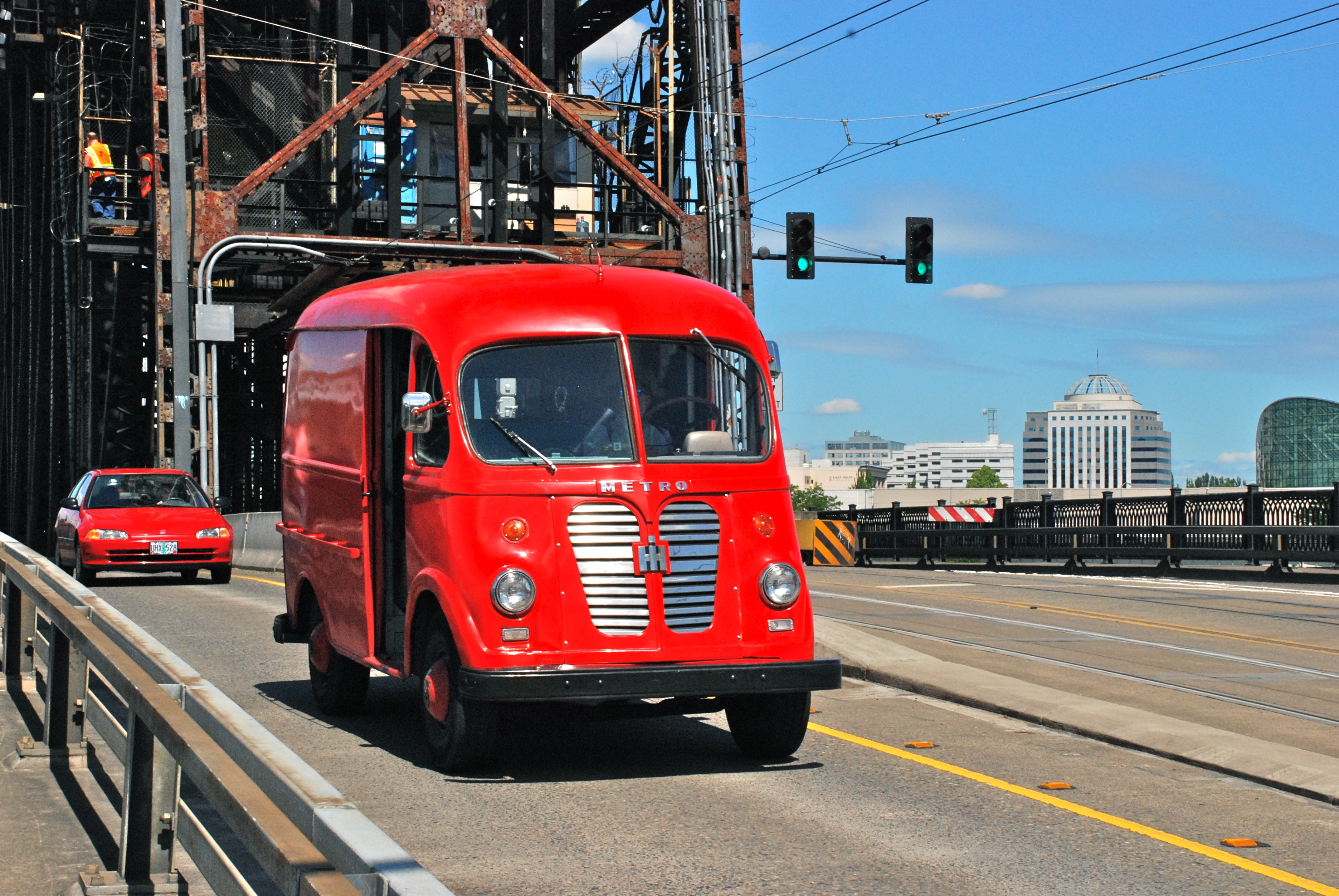
Відреставрований фургон International Metro Van (2012)
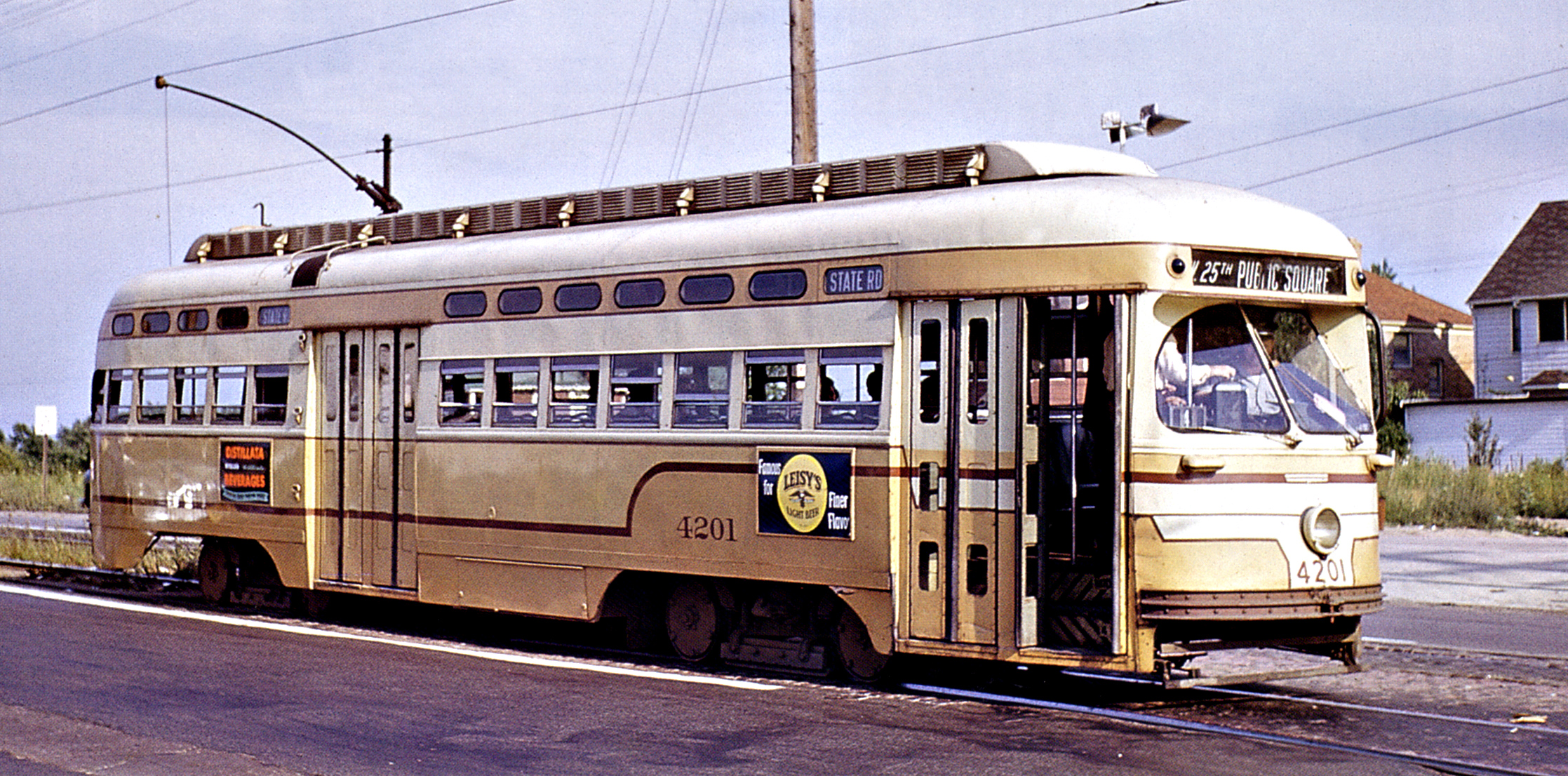
Трамвай серії PCC (Presidents' Conference Committee)
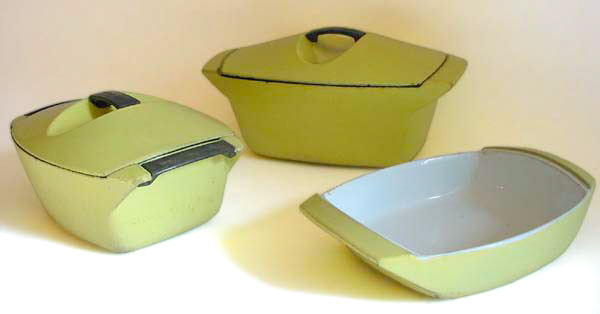
Посуд Le Creuset[en]
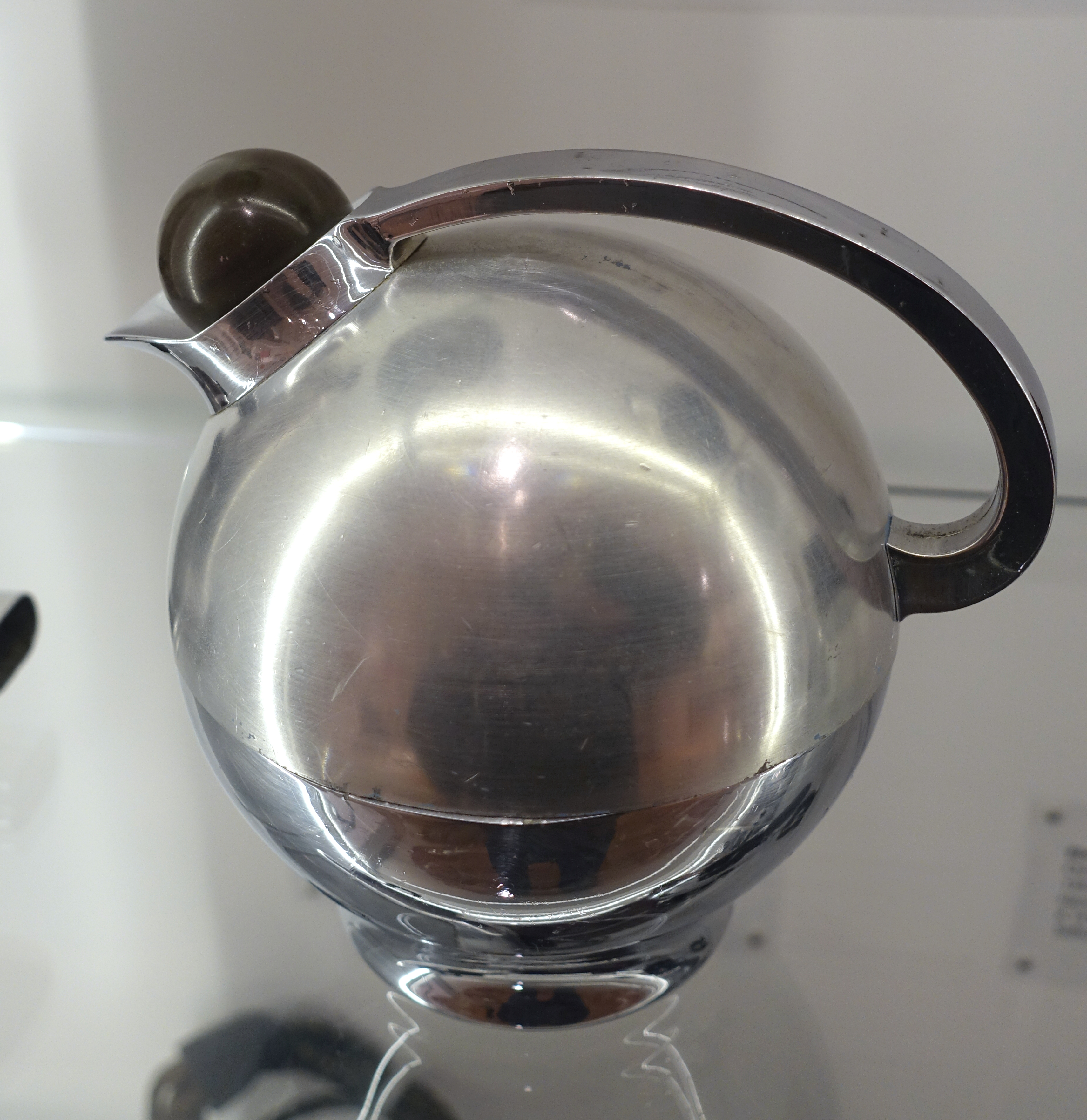
1937 Термос
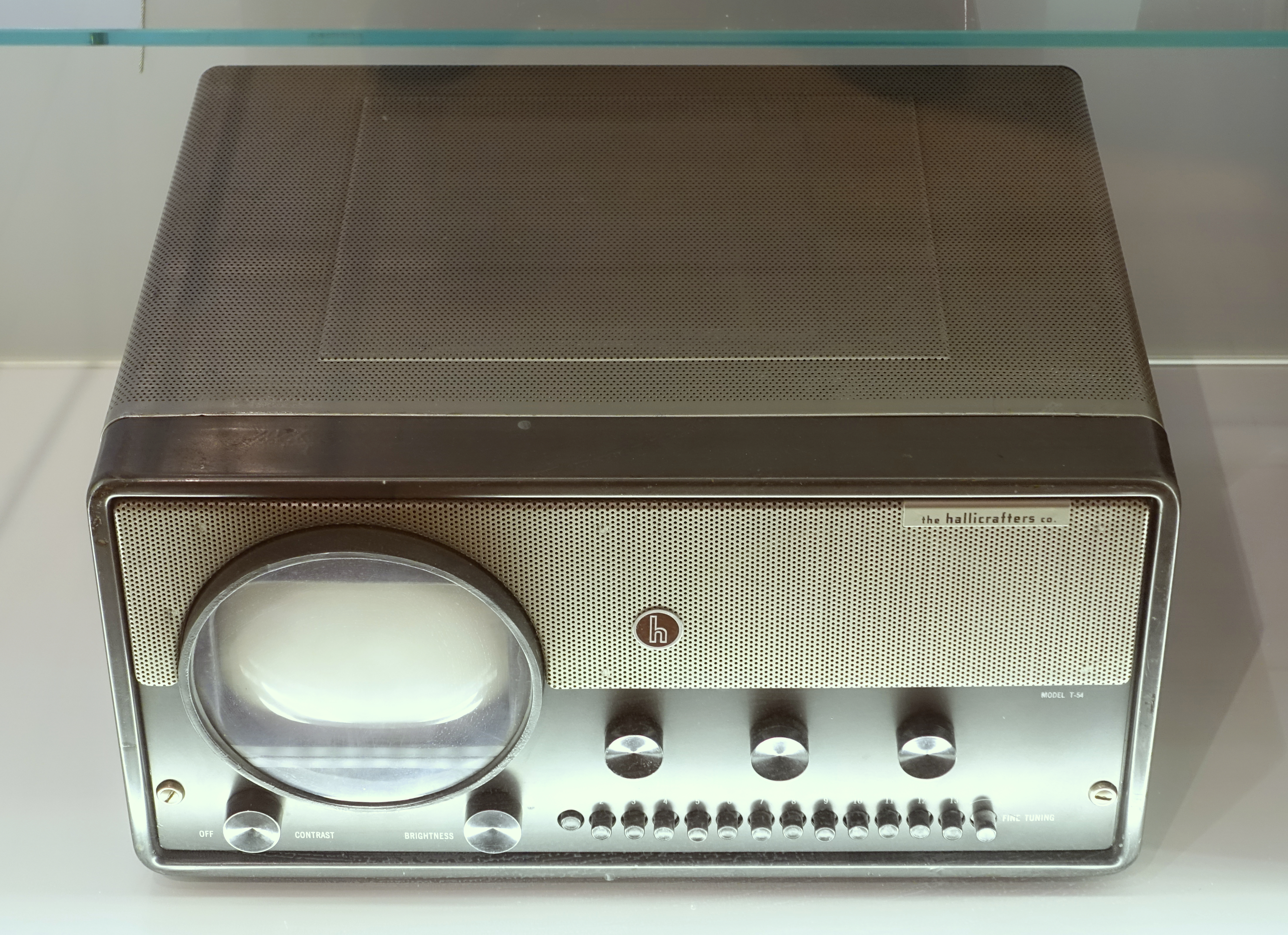
1948 Midel T-54 (телевізор)
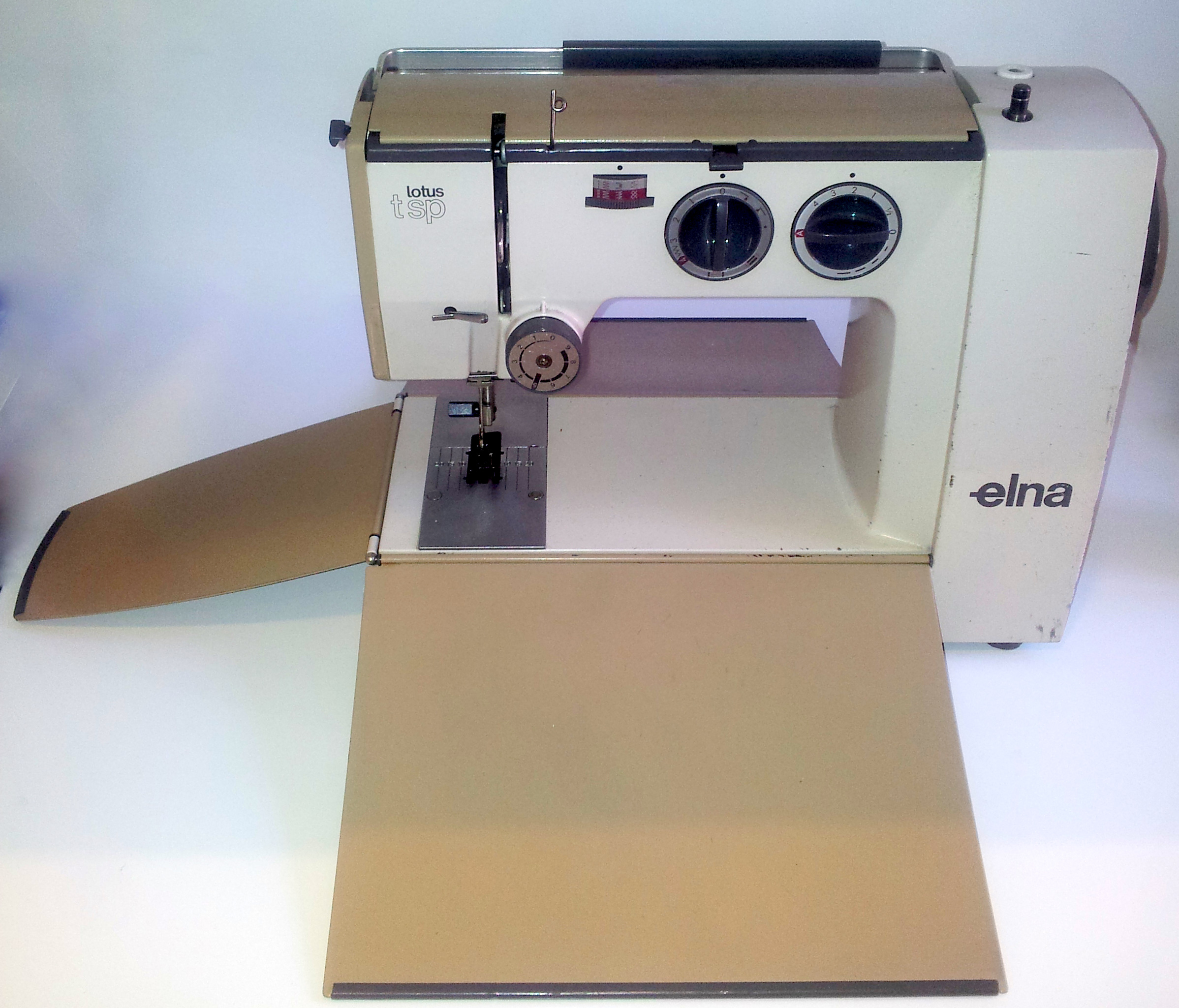
Швейна машинка Lotus від швейцарської компанії Elna[en]
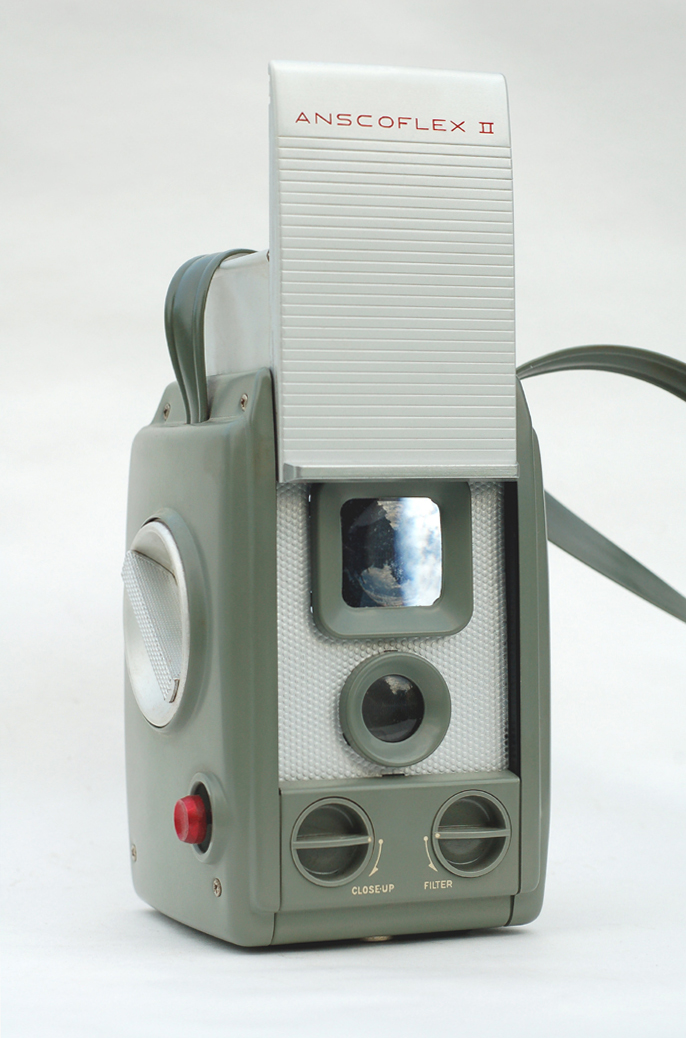
Фотоапарат Anscoflex II (1954)
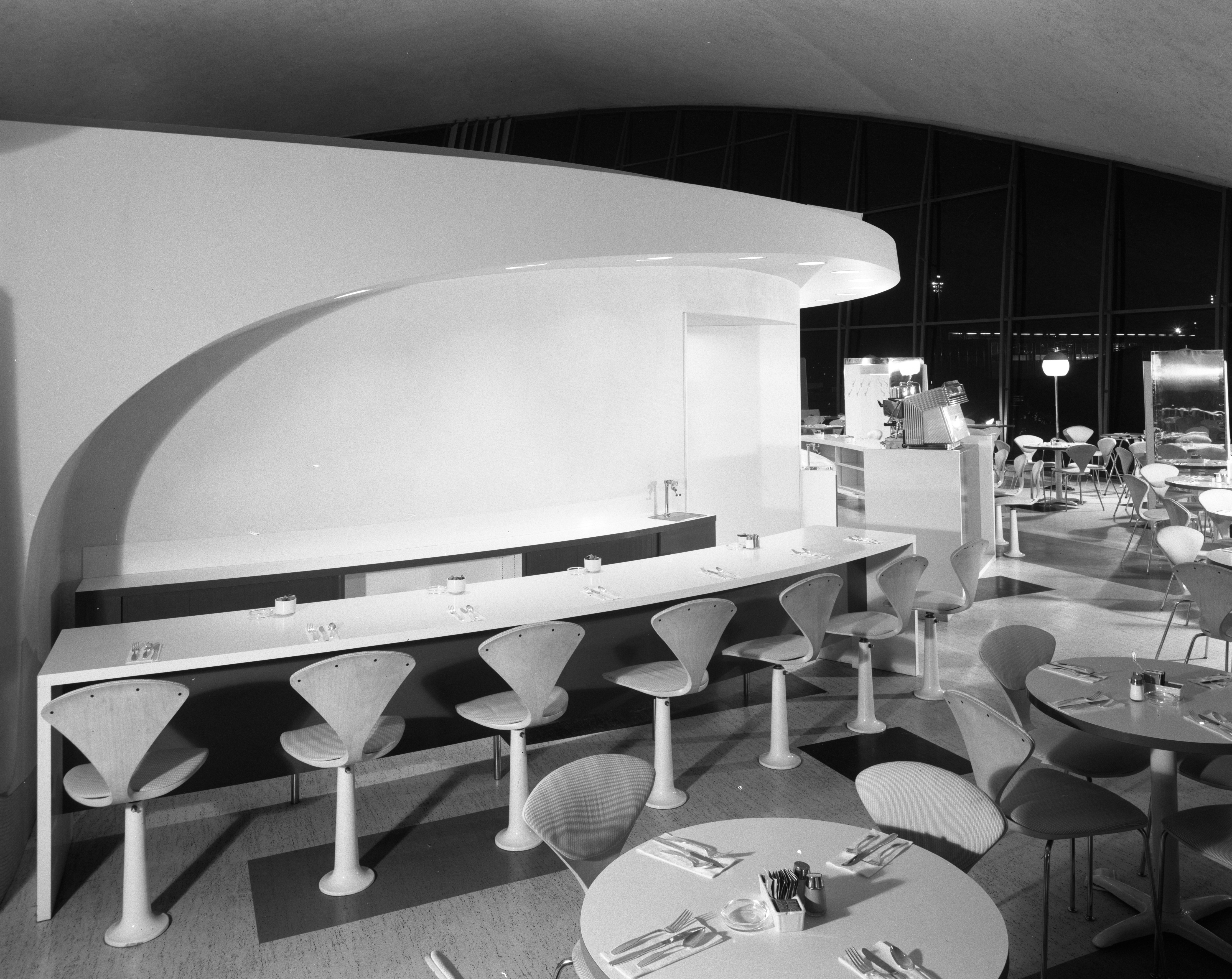
Кав'ярня Union News у, [[Нью-Йорк — Джон Кеннеді|аеропорт Айдлвайлд (JFK)
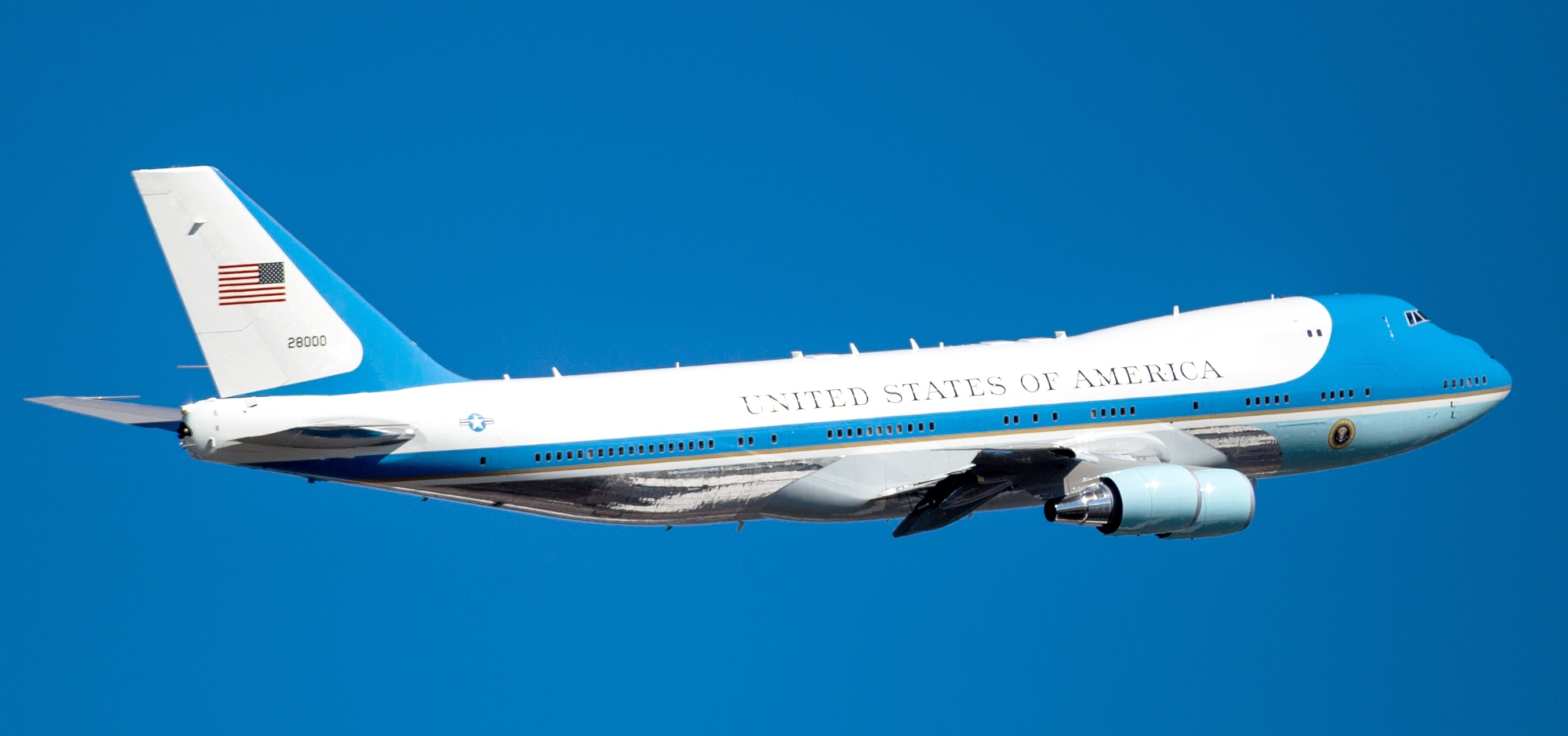
Президентський літак Boeing 787-10 з лівреєю за проєктом Леві
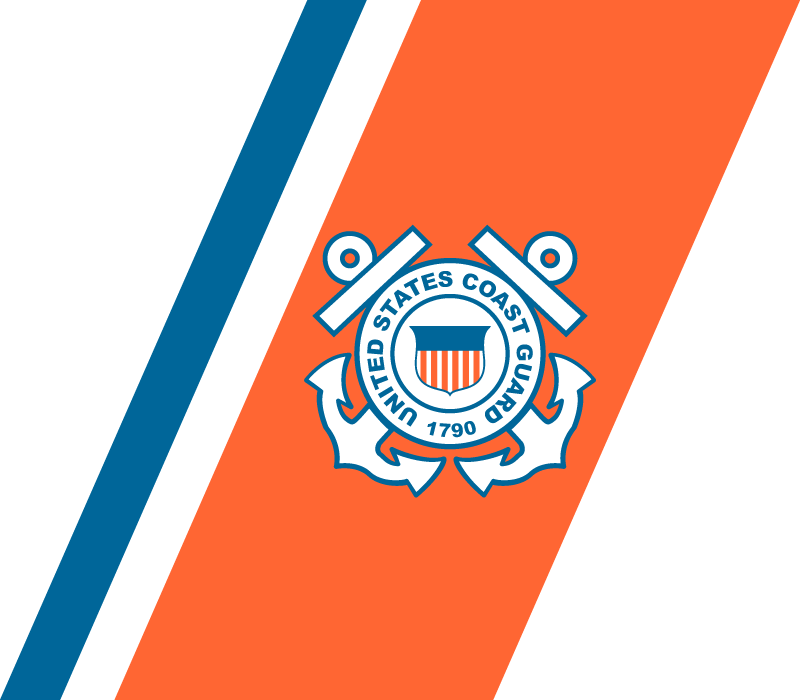
Службова емблема Берегової охорони США (1964)
Логотип компанії Exxon (розроблений у 1966, впроваджений у 1972)

## Видані книги
- The Locomotive: Its Aesthetics (1937) ISBN 978-0876636763
- Never Leave Well Enough Alone (1951, autobiography) ISBN 0-8018-7211-1
- Industrial Design (1979) ISBN 0-87951-260-1